# والتر گایتان
والتر گایتان (انگلیسی: Walter Gaitán؛ زادهٔ ۱۳ مارس ۱۹۷۷) بازیکن فوتبال اهل آرژانتین است.
از باشگاه‌هایی که در آن بازی کرده‌است می‌توان به باشگاه فوتبال تیگرس اونال، باشگاه فوتبال اورنج کانتی، باشگاه فوتبال بوکا جونیورز، باشگاه فوتبال ویارئال، و باشگاه فوتبال روساریو سنترال اشاره کرد.